# Lea Loveless
Lea E. Loveless, po mężu Maurer (ur. 1 kwietnia 1971 w Yonkers)– amerykańska pływaczka. Dwukrotna medalistka olimpijska z Barcelony.

## Życiorys
Studiowała na University of Florida oraz Stanford University. Specjalizowała się w stylu grzbietowym. Igrzyska w 1992 były jej jedyną olimpiadą. Wspólnie z koleżankami triumfowała w sztafecie w stylu zmiennym, stanęła na najniższym stopniu podium na dystansie 100 m grzbietem. Była mistrzynią świata na długim basenie (złoto na 100 m grzbietem oraz w sztafecie w stylu zmiennym w 1998), stawała na podium także innych imprez.